# Andrachne
Andrachne es un género de plantas con flores perteneciente a la familia Phyllanthaceae y el único género de la subtribu Andrachinae. Consiste en 22 especies.

## Descripción
Son sufrútices o hierbas perennifolias, monoicas, inermes, sin látex. Hojas simples, alternas, estipuladas. Flores unisexuales –o funcionalmente unisexuales–, axilares, pentámeras, bracteadas, solitarias o reunidas en glomérulos paucifloros, con disco nectarífero, las masculinas con pistilo abortado (pistilodio). Sépalos 5, soldados en la base. Pétalos 5, nulos en las flores femeninas. Estambres 5, libres o frecuentemente soldados en la base de los filamentos; anteras extrorsas, dehiscentes por hendiduras longitudinales. Ovario trilocular, con 2 rudimentos seminales, hemianátropos por lóculo; estilos 3 bífidos, libres o poco soldados. Fruto en cápsula esquizocárpica, con dehiscencia septicida y septífraga, con mericarpos dispermos. Semillas trígonas, sin carúncula.

## Taxonomía
El género fue descrito por Carlos Linneo y publicado en Species Plantarum 2: 1014. 1753.

## Especies
1. Andrachne afghanica - Afganistán
2. Andrachne aspera - Noroeste de África, Este de África + Suroeste de Asia desde Egipto + Etiopía hasta Pakistán
3. Andrachne brittonii - Cuba, Haití
4. Andrachne buschiana - Transcaucasia
5. Andrachne ephemera - Ethiopia
6. Andrachne fedtschenkoi - Turkmenistán, Tayikistán
7. Andrachne filiformis - Transcaucasia
8. Andrachne fragilis - Somalia
9. Andrachne fruticulosa - Suroeste de Irán
10. Andrachne maroccana - Marruecos
11. Andrachne merxmuelleri - Irán
12. Andrachne microphylla - Baja California Sur, Sonora, Perú
13. Andrachne minutifolia - Norte de Irán
14. Andrachne pulvinata - Norte de Irán
15. Andrachne pusilla - Tayikistán
16. Andrachne pygmaea - Kirguistán
17. Andrachne ramosa - Irán
18. Andrachne reflexa - Irán
19. Andrachne schweinfurthii - Somalia, Socotra
20. Andrachne stenophylla - Sur de Turkmenistán, Norte de Irán
21. Andrachne telephioides - Mediterráneo, Este de África, Sudoeste + Sur + Centro de Asia
22. Andrachne virgatenuis - Tayikistán